# (233559) Pizzetti
(233559) Pizzetti  es un asteroide perteneciente al cinturón de asteroides, descubierto el 4 de agosto de 2007 por Wladimiro Marinello y Marco Micheli desde el Observatorio Astronómico de Lumezzane, en Italia.

## Designación y nombre
Pizzetti se designó inicialmente como 2007 PJ.
Más adelante fue nombrado en honor al astrónomo aficionado italiano Gianpaulo Pizzetti (n. 1961).

## Características orbitales
Pizzetti orbita a una distancia media del Sol de 2,7600 ua, pudiendo acercarse hasta 2,3894 ua y alejarse hasta 3,1305 ua. Tiene una excentricidad de 0,1342 y una inclinación orbital de 12,7392° grados. Emplea en completar una órbita alrededor del Sol 1674 días.

## Características físicas
Su magnitud absoluta es 15,9.